# Paleohaemoproteus burmacis
Paleohaemoproteus burmacis (лат.) — ископаемый микроорганизм, известный по окаменелостям из бирманского янтаря возрастом около 100—105 млн лет (меловой период).
Относится к отряду гемоспоридий — внутриклеточных паразитов со сложным жизненным циклом, включающим обязательную смену хозяев. Наиболее известные представители отряда — возбудители малярии.
Образец янтаря, по которому описан Paleohaemoproteus burmacis, вероятно, представляет собой окаменевшую смолу араукарий рода Агатис. Найден в долине Хукаунг, штат Качин, Мьянма.
В образце были обнаружены останки кровососущего насекомого — ископаемого мокреца рода Protoculicoides. Абдомен практически полностью исчез, за исключением контура кутикулы — вероятно, в результате деятельности бактерий после гибели насекомого и до того, как оно было целиком поглощено смолой. Благодаря этому стало возможно наблюдать включенные в янтарь ооцисты гемоспоридий с развивающимися спорозоитами внутри; те  и другие присутствовали в организме насекомого при его жизни.
По данным окаменелостям был описан новый род Paleohaemoproteus и вид Paleohaemoproteus burmacis. Название Paleohaemoproteus означает «древний Haemoproteus». Гемоспоридии Paleohaemoproteus подобны гемоспоридиям рода Haemoproteus — современным паразитам птиц, рептилий и земноводных.
Paleohaemoproteus определяется как собирательный род для ископаемых Haemoproteus sensu lato, связанных с кровососущими длинноусыми. Подобные собирательные рода не имеют типового вида и таксономического ранга.
Paleohaemoproteus burmacis отличается от современных Haemoproteus бо́льшим разбросом размеров ооцист и меньшими спорозоитами.